# أغنيس نيستور
أغنيس نيستور (بالإنجليزية: Agnes Nestor) هي نقابية وسفرجات أمريكية، ولدت في 24 يونيو 1880 في غراند رابيدز في الولايات المتحدة، وتوفيت في 28 ديسمبر 1948 في شيكاغو في الولايات المتحدة.

## وصلات خارجية
- أغنيس نيستور على موقع الموسوعة البريطانية (الإنجليزية)